# Sherpa

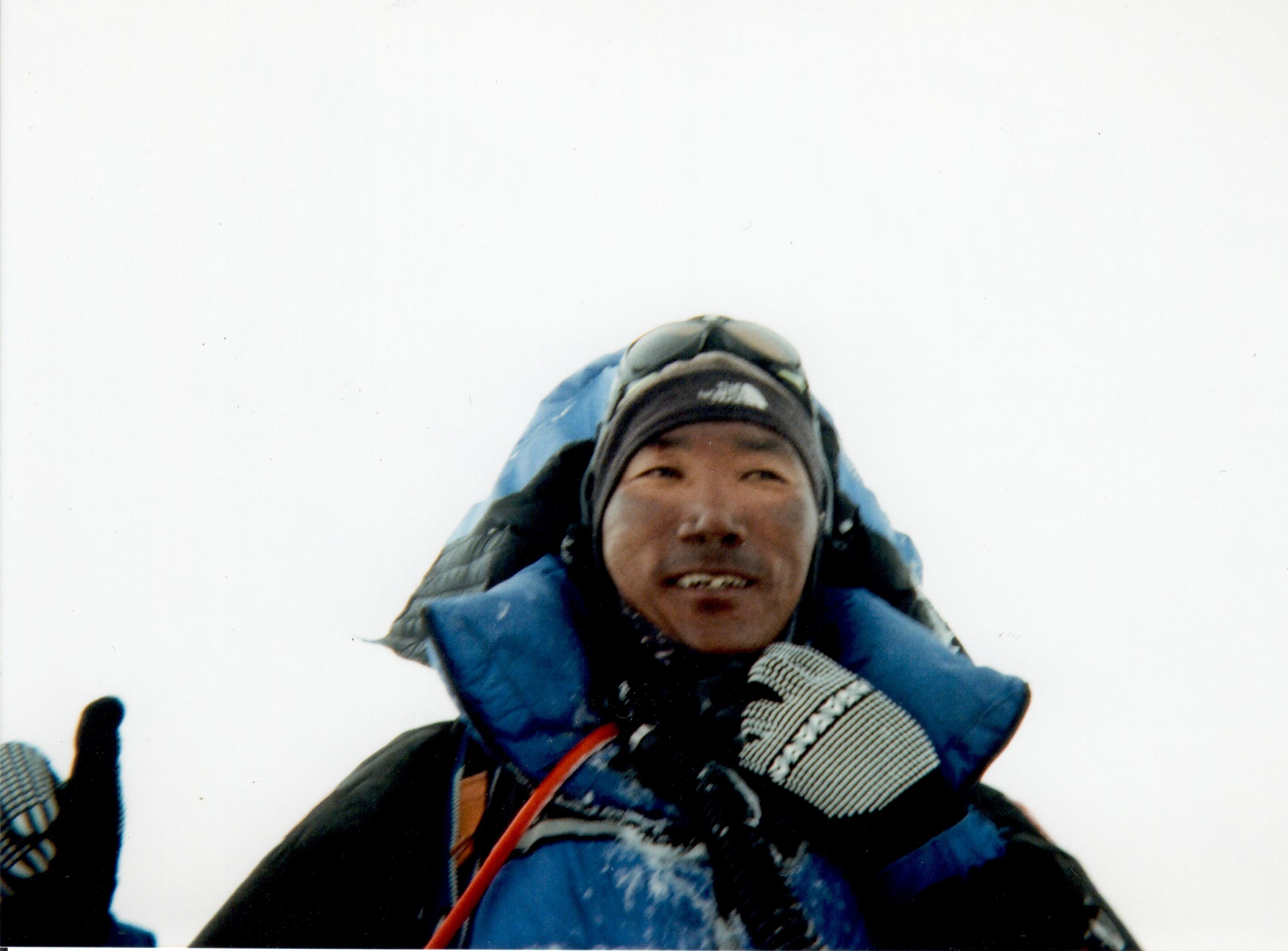
Kami Rita Sherpa, der bereits 31 Mal den Mount Everest bestiegen hat

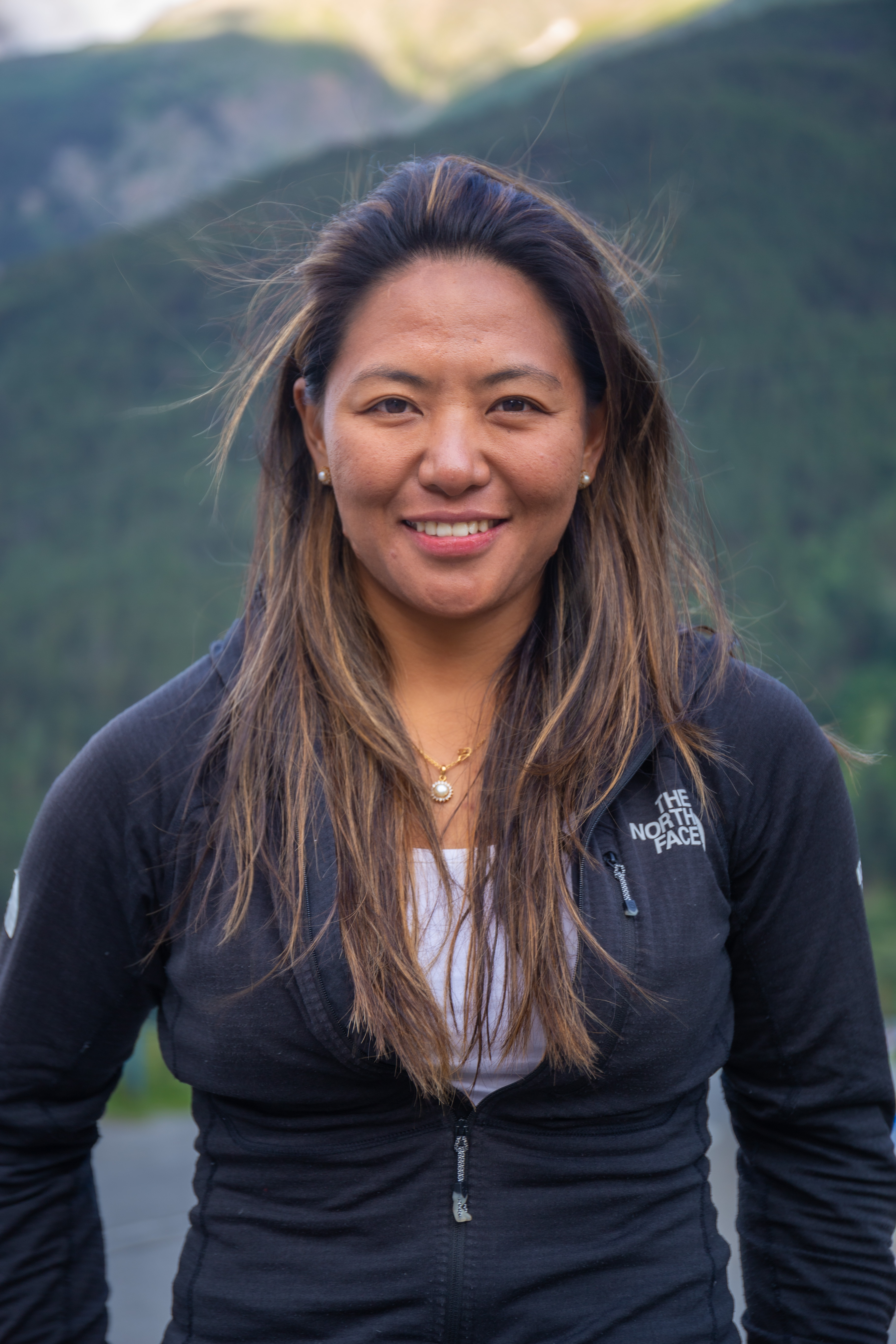
Dawa Yangzum Sherpa, eine international akkreditierte Bergführerin

Die Sherpa oder Scherpa (deutsch etwa „Ostvolk“, tibetisch ཤར་པ Wylie shar pa) sind ein Volk, das vor 300 bis 400 Jahren aus der Kulturregion Kham, hauptsächlich dem heutigen Qamdo und Garzê, in den Zentral- und Süd-Himalaya eingewandert ist. Die Bezeichnung des Volkes stammt aus dem Tibetischen: shar bedeutet „Osten“, die Nachsilbe pa bedeutet „Volk“, „Menschen“. Angehörige dieser Ethnie werden ebenfalls als Sherpa bezeichnet (Plural Sherpas); die weibliche Form ist Sherpani (Plural Sherpanis). Heute gibt es etwa 180.000 Sherpas. Sie leben vor allem im Osten Nepals sowie in den grenznahen Regionen Chinas und Indiens. Sie sind größtenteils buddhistisch und sprechen überwiegend eine ihrer Kultur eigene Sprache, die ebenfalls Sherpa genannt wird.

## Siedlungsgebiete
Die meisten Sherpas leben in den östlichen Regionen Nepals. Kerngebiet ihrer Verbreitung ist die Gegend Solu-Khumbu, die sich aus den Regionen Khumbu, Pharak und Solu zusammensetzt. Außerdem leben sie im weiter westlich gelegenen Rolwaling-Tal und im östlich gelegenen Arun- und Barun-Tal. Die Sherpas in der nördlich von Kathmandu gelegenen Region Helambu sind weniger mit ihnen verwandt, stammen aus Südtibet („shar“ heißt hier östlich der Bhote Kosi bei Dhunche). Durch Volkszählung wurden 2001 rund 155.000 Sherpas in Nepal ermittelt. Das älteste Sherpa-Dorf Nepals, Pangboche, soll vor über 300 Jahren errichtet worden sein.
In Indien leben über 20.000 Sherpas (Stand: 1997), vor allem im Bundesstaat Sikkim sowie im Distrikt Darjiling des Bundesstaates Westbengalen und im Bundesstaat Arunachal Pradesh.
In der Volksrepublik China leben ca. 2600 Sherpas (夏尔巴人), davon etwa 80 % sherpasprachig. Obwohl sie nicht offiziell als eine der 56 Nationalitäten Chinas anerkannt sind, haben sie im Autonomen Gebiet Tibet einen Sonderstatus, der in etwa einer „internen Anerkennung“ gleichkommt. Ihr Siedlungsgebiet ist der Regierungsbezirk Xigazê in Tibet, vor allem zwei Orte direkt an der chinesisch-nepalesischen Grenze: In der Großgemeinde Zhêntang (陈塘镇) des Kreises Dinggyê (定结县) leben ca. 1.600, in der Großgemeinde Zham (樟木镇) des Kreises Nyalam (聂拉木县) ca. 1.000 Sherpas.
Rund 1.100 Sherpas leben in den Vereinigten Staaten, davon knapp 500 in New York (Stand: 1998).

## Geschichte

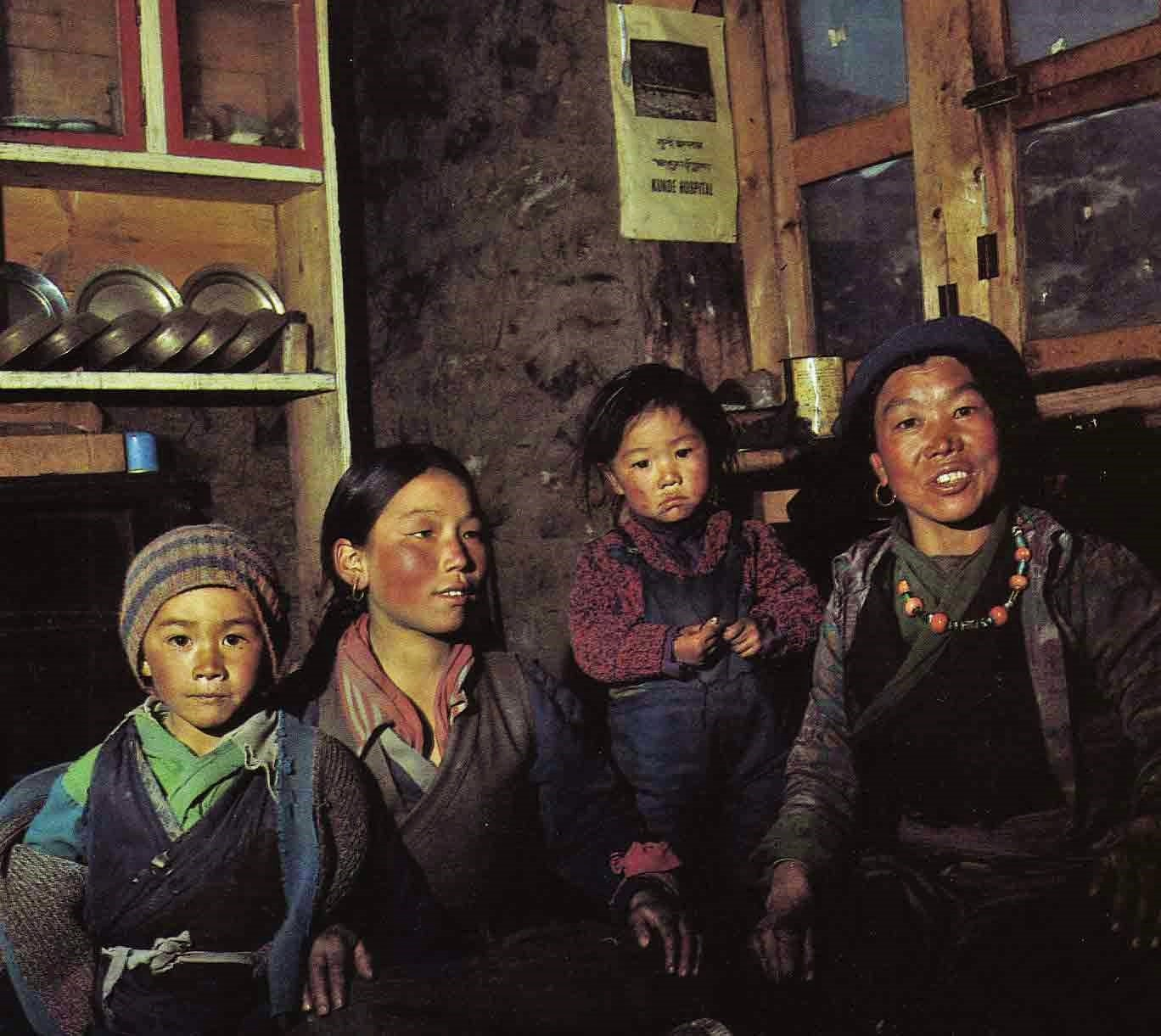
Sherpa-Familie

Die Ursprünge der Sherpa werden auf eine Gruppe von Auswanderern zurückgeführt, die um 1500 aus Tibet kommend die Region Solu-Khumbu besiedelten. Wahrscheinlich stammten sie aus einer Gegend namens Salmo Gang in der Region Kham im Osten Tibets. Über die Gründe und näheren Umstände der Emigration gibt es verschiedene Theorien, die teilweise auf Legenden beruhen. Religiöse Motive könnten ebenso ausschlaggebend gewesen sein wie die Kenntnis von den fruchtbaren Tälern Khumbus. Häufig werden politische Unruhen als Auslöser der rund 2000 Kilometer langen Wanderung vermutet. Sie fällt in einen Zeitraum, in dem die Mongolen mehrere Militärexpeditionen nach Kham unternahmen; etwa zur selben Zeit haben auch die Vorfahren des späteren Königshauses von Sikkim Kham verlassen. Quellenfunde legen nahe, dass sich die Ahnen der Sherpa zunächst westlich von Zentral-Tibet niederließen, nahe der Stadt Tinkye südlich des Sees Tsomo Tretung. Von dort sollen sie vor einer Invasion aus dem Westen geflohen sein. Dabei handelt es sich wahrscheinlich um die Truppen von Sultan Said Khan und dessen General Mirza Muhammad Haidar Dughlat, die das Ziel hatten, den Stadt-Tempel von Lhasa zu zerstören und die Tibeter zum Islam zu konvertieren. Von dieser These ausgehend kann die Ankunft der Khamer Auswanderer in der Region Solu-Khumbu ungefähr auf das Jahr 1533 datiert werden.
Die Region war damals wahrscheinlich völlig unbesiedelt. Allenfalls der äußerste Süden Solus könnte von Rai bewohnt gewesen sein. Die Gruppe der tibetischen Einwanderer gliederte sich in vier Clans, von denen jeder aus einer geringen Anzahl von Familien bestand. Möglicherweise waren es auch Einzelfamilien. Zwei dieser Clans, namentlich Minyagpa und Thimmi, besiedelten die östlichen und westlichen Teile Khumbus. Die anderen beiden, Serwa und Chakpa, wanderten weiter bis nach Solu. Jeder der vier Clans bezog ein klar abgegrenztes Gebiet, das er für sich beanspruchte. Die Anzahl der Clan-Angehörigen vermehrte sich, aus kleinen Siedlungen formten sich erste Dörfer als Zentren der Aktivitäten des jeweiligen Clans. Innerhalb des Clan-Gebiets entstanden Satelliten-Siedlungen, die ebenfalls wuchsen und später unabhängige Dörfer bildeten. Im Falle der Minyagpa und Thimmi ging mit der räumlichen Trennung der Zerfall in kleinere soziale Einheiten einher, die Clans teilen sich in Sub-Clans auf, die neue Clannamen annahmen.
Ungefähr zur Mitte des 18. Jahrhunderts begann die Einwanderung weiterer Bevölkerungsgruppen ins Sherpa-Gebiet. Teilweise kamen sie ebenfalls aus Tibet, vermutlich aus der Region Tingri, teilweise waren es Angehörige anderer nepalesischer Ethnien, etwa der Gurung, Magar, Newar, Sunwar, Rai, Tamang und der Hindu-Kasten Brahmin und Chhetri, sowie in Bhutan verwurzelte Dhukpa. Manche ihrer Nachkommen übernahmen die Lebensweise der Sherpa. Andere gründeten vornehmlich in Solu eigene Gemeinschaften, ohne sich der Sherpa-Gesellschaft anzuschließen.
Während des 19. Jahrhunderts, insbesondere während der Rana-Dynastie in Nepal und der britischen Kolonialherrschaft in Indien, wurde der 5716 Meter hohe Gebirgspass Nangpa La als Handelsroute zwischen China und Indien genutzt. Die Sherpa kannten den Höhenweg, weil sie ihn regelmäßig passierten, um Salz gegen Getreide zu tauschen. Darüber hinaus waren sie an den Aufenthalt in großer Höhe genetisch angepasst und auch im Umgang mit Yaks, die sich ideal als Lastentiere für den Transport über den Pass eigneten, geübt. Daher konnten sich einige Sherpas als Begleiter von Karawanen und Mittelsmänner im Handelsverkehr etablieren. Etwa zur Mitte des Jahrhunderts wurde die Kartoffel in Khumbu eingeführt. Durch die hohe Effektivität der Nutzpflanze war der Boden nun in der Lage, deutlich mehr Menschen und Tiere zu ernähren als zuvor. Sie wurde schnell zum Grundnahrungsmittel der Region und ermöglichte ein beschleunigtes Bevölkerungswachstum in den nächsten Jahrzehnten. Annähernd zur gleichen Zeit begannen Sherpas, ins britisch kontrollierte Darjeeling zu reisen, um dort auf Teeplantagen oder beim Straßenbau zu arbeiten.

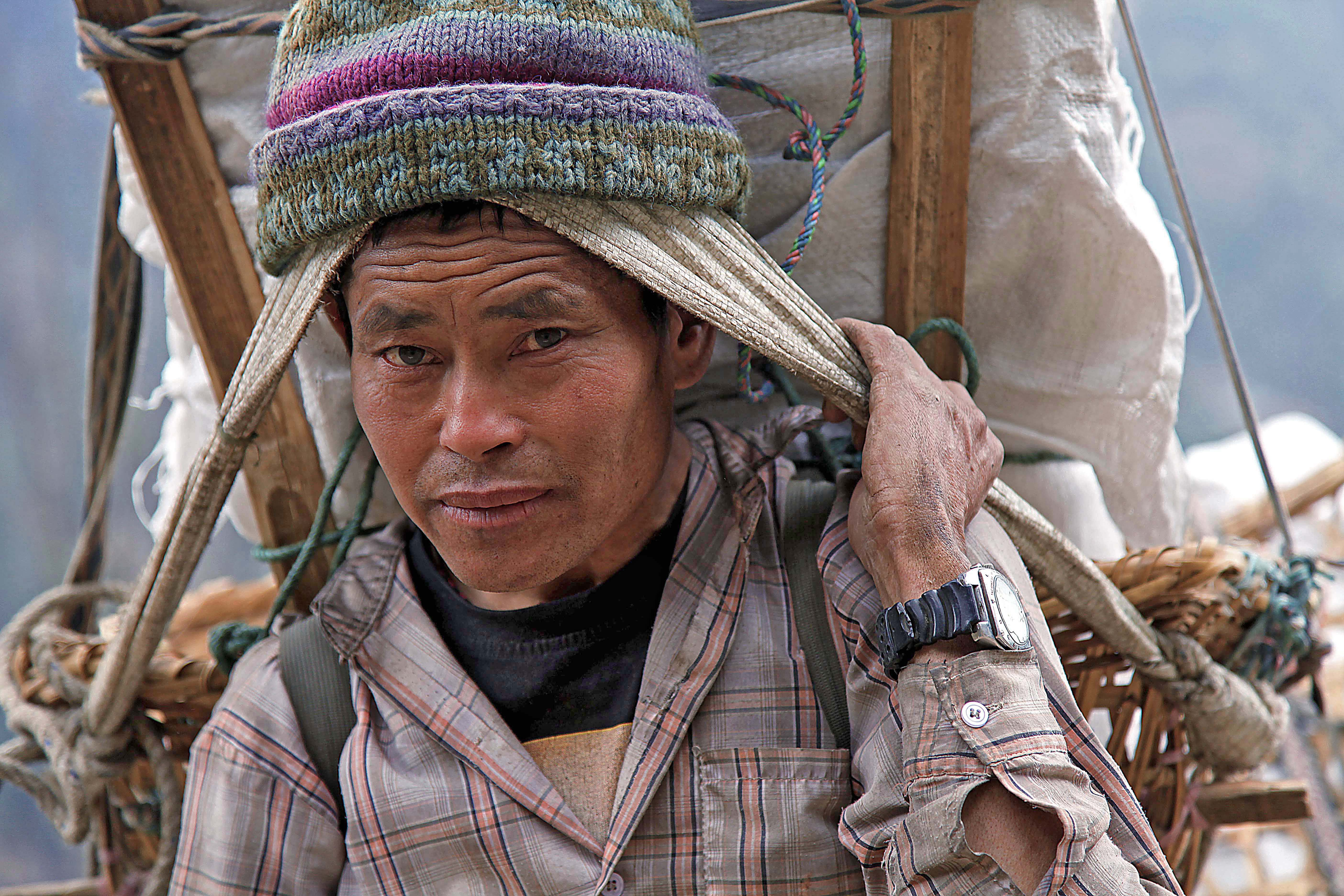
Sherpa, der als Träger arbeitet

Von hier stammen die ersten Belege von Expeditionen ins Hochgebirge, für die Sherpas als Unterstützer angeheuert wurden: 1907 rekrutierten sowohl der schottische Arzt und Bergsteiger Alexander Mitchell Kellas als auch die Norweger Carl Rubenson und Monrad-Aas Sherpas als Träger für ihre jeweiligen Unternehmungen. Bei Kellas war dies ein Kletterurlaub, bei den Norwegern ein Anstieg zum Kangchendzönga bis auf rund 7.200 Meter Höhe, den höchsten Punkt, den eine Expedition bis dahin erreicht hatte. Beide Gruppen waren beeindruckt von den Leistungen der Sherpas und lobten nicht nur ihre körperliche Stärke, sondern auch ihre Gemütsart, ihr Verhalten und ihren Mut. Seither wurden Sherpas immer wieder als Hilfskräfte für Hochgebirgsexpeditionen eingesetzt, vor allem als Träger, aber auch als Bergführer, Kundschafter oder Köche. Innerhalb weniger Jahre erarbeiteten sie sich einen Ruf für hervorragende Leistungen im Hochgebirge, insbesondere am Mount Everest. Zwar war Ausländern bis zum Ende des Zweiten Weltkriegs die Einreise nach Nepal verboten, aber viele junge Sherpas reisten nach Darjeeling, um ihre Dienste anzubieten. Unter diesen war auch Tenzing Norgay, dem am 29. Mai 1953 zusammen mit Edmund Hillary die Erstbesteigung des Mount Everest gelang und der damit weltweit Aufmerksamkeit für die Sherpa erregte.
Nach der Okkupation Tibets durch China und der Flucht des Dalai Lama ins indische Exil strömten 1959 mehrere tausend tibetische Flüchtlinge nach Solu-Khumbu. Zwischenzeitlich kampierten allein in der Region Khumbu, wo normalerweise etwa 2200 Menschen lebten, rund 6000 Neuankömmlinge aus Tibet, von denen viele Vieh mit sich gebracht hatten. Einige dieser Flüchtlinge sind später nach Tibet zurückgekehrt, andere blieben.

## Kultur und Gesellschaft

### Gliederung der Gesellschaft
Der Kern der Sherpa-Gesellschaft besteht aus einer Reihe von Clans. Deren primäre Merkmale sind Exogamie – das heißt, Heirat und Sexualkontakte sind nur mit Angehörigen anderer Clans möglich – und Patrilinearität – das bedeutet, Kinder erhalten die Clan-Zugehörigkeit des Vaters. In erster Linie bestehen die Clans aus den Nachfahren der vier zuerst nach Solu-Khumbu eingewanderten Clans. Diese ursprünglichen Clans werden zur Unterscheidung von den daraus hervorgegangenen Clans auch „Proto-Clans“ genannt. Aus den Proto-Clans entstanden etwa 15 Sub-Clans. Ihre Angehörigen machen mit rund 90 % den Großteil der Sherpa aus. Mehrere weitere Clans werden auf die Tibeter zurückgeführt, die ab der Mitte des 18. Jahrhunderts ins Sherpa-Gebiet einwanderten. Diese sogenannten „neueren Clans“ funktionieren ohne Unterschied nach den Regeln der anderen Sherpa-Clans, sind vor allem patrilinear und exogam. Im Gegensatz zu den anderen Clans gibt es bei ihnen keine schriftlichen Aufzeichnungen ihrer Abstammung, sie sind fast nur in Khumbu verbreitet und sehen ihre Ursprünge nicht im Osten Tibets.
Gegen Ende des 18. Jahrhunderts entstand in Pharak ein weiterer Teil der Gesellschaft aus Nachfahren von Sherpanis und männlichen Immigranten, vor allem Chhetri, Dhukpa, Gurung, Newar und Tamang. Sie wurden vollständig ins soziale Leben integriert und bildeten clan-ähnliche Gruppen. Die Bezeichnungen der väterlichen ethnischen Abstammung wandelten sich zu Ersatz-Clannamen um: Es sind Chhetri-Sherpa, Tamang-Sherpa usw. Diese Gruppen leben ebenfalls patrilinear und exogam, werden jedoch nicht zu den Clans gezählt.
Am Rand der Sherpa-Gesellschaft stehen die sogenannten „Khambas“. Kham pa bedeutet wörtlich „Mensch aus Kham“. Der Begriff wird jedoch weiter verstanden: Gemeint sind alle Immigranten aus dem Norden innerhalb der letzten Generationen – das heißt etwa ab der Mitte des 19. Jahrhunderts –, die die Lebensweise der Sherpa annahmen. Die meisten stammen aus den tibetischen Regionen Tingri und Gyirong, einige aus West-Nepal. Sie sind äußerlich nicht von den Sherpa zu unterscheiden und nehmen in allen Belangen am gesellschaftlichen Leben teil. Allerdings fehlt ihnen die Zugehörigkeit zu einem Clan. Damit kommt ihnen eine klare Außenseiter-Rolle zu, sie werden von den übrigen Sherpa tendenziell als gesellschaftlich tieferstehend betrachtet. Ihr Ansehen steigt mit der Anzahl der Generationen, seit denen sie Teil der Sherpa-Gesellschaft sind. Der Begriff „Khamba“ wird angewandt auf alle innerhalb der Sherpa-Kultur, die nicht einem Clan angehören; teilweise werden auch Gurung-Sherpa oder Newar-Sherpa als „Khamba“ bezeichnet.
Eine Vorstellung über die Anteile der jeweiligen Gruppen an der Gesellschaft liefern Bevölkerungsdaten von Solu-Khumbu aus dem Jahr 1965. Dort lebten damals rund 30.000 Menschen, von denen ungefähr die Hälfte Sherpa war. Davon waren etwa 13.300 Nachfahren der Proto-Clans, etwa 450 Angehörige der neueren Clans, etwa 350 Chhetri-Sherpa, Tamang-Sherpa usw. und etwa 1.000 Khambas.

### Clans
Die Clans der Sherpa werden ru genannt, was wörtlich „Knochen“ bedeutet. Die Abstammung in mütterlicher Linie wird mit sha bezeichnet, was „Fleisch“ heißt. Darin spiegelt sich die Auffassung wider, dass Kinder die Knochen des Vaters und das Fleisch der Mutter erben; erst Fleisch und Knochen zusammen formen einen Menschen.
Clans, die aus demselben Proto-Clan entstanden sind, werden als Bruder-Clans (pingla) bezeichnet. Manche der Bruder-Clans verhalten sich noch immer exogam zueinander, heiraten also nicht untereinander.
In den 1960er Jahren wurden die Sherpa zum Gegenstand ethnologischer Untersuchungen. Grundlegende wissenschaftliche Arbeiten zum Aufbau ihrer Gesellschaft stammen von dem österreichischen Ethnologen Christoph von Fürer-Haimendorf und seinem deutschen Kollegen Michael Oppitz. In seiner 1968 erschienenen Abhandlung Geschichte und Sozialordnung der Sherpa identifizierte Oppitz 22 unterschiedliche Clans, die er nach ihrer Abstammung von einem Proto-Clan einteilen konnte:
| Proto-Clan | Clans                                                          |
| ---------- | -------------------------------------------------------------- |
| Minyagpa   | Gardsa, Shire, Trakto, Binasa, Gole, Pankarma, Yulgongma, Kapa |
| Thimmi     | Salaka, Khambadze, Paldorje, Gobarma, Lakshindo                |
| Serwa      | Lama (Serwa)                                                   |
| Chakpa     | Chawa                                                          |
| – (1)      | Mende, Chusherwa, Shangup, Nawa, Lhukpa, Sherwa, Jungdomba     |

Damit bestätigte Oppitz eine Aufzählung aus Fürer von Haimendorfs 1964 veröffentlichten Werk The Sherpas of Nepal. Eine Sonderrolle nimmt der Clan Kapa ein, der von Fürer von Haimendorfs nicht als separater Clan identifiziert worden war: Er soll aus einer unerlaubten Ehe entstanden sein. Ein Werk aus dem Jahr 2005 nennt Kapa ebenfalls nicht, ebenso wenig Shire und Pankarma, dafür einen Clan Magenche (zum Proto-Clan Minyagpa) und einen „neueren Clan“ namens Murmin Tso. Darüber hinaus werden Lhukpa und Nawa dem Proto-Clan Chakpa zugerechnet. Dagegen ist gemäß Oppitz „Murmin“ eine andere Bezeichnung für die Tarmang-Sherpa.
Schon 1964 stellte Fürer von Haimendorf bei den Sherpa die Neigung fest, die Anzahl der Clans mit 18 anzugeben. Die Abweichung wurde damit erklärt, dass verschiedene Clans zusammenzufassen seien. Demnach handele es sich bei den Paldorje und den Salaka um ein und denselben Clan, der in verschiedenen Regionen unterschiedlich benannt sei: Paldorje in Khumbu und Salaka in Solu. Außerdem müssten verschiedene Bruder-Clans als Einheit betrachtet werden, weil sich ihre Mitglieder in verschiedenen Punkten wie Angehörige desselben Clans verhielten, insbesondere nicht untereinander heirateten. Diese besondere Verbindung bestehe zwischen Gole, Binasa und Trakto sowie zwischen Lhugpa und Nawa. Unter Berücksichtigung dieser Zusammenfassungen bezifferte Fürer von Haimendorf die Anzahl der Clans im Jahr 1964 auf 17. Diese Zahl hielt er für wahrscheinlich angesichts der Möglichkeit, dass einer der ehemals 18 Clans ausgestorben sein könnte. So gab es nach seinen Recherchen damals nur noch ein männliches Mitglied des Jungdomba-Clans, das in Darjeeling lebte. Noch heute wird die Zahl der Clans häufig mit 18 angegeben.

### Sprache
Die Sprache Sherpa geht auf einen tibetischen Dialekt zurück und hat sich ab dem 15. Jahrhundert für rund 500 Jahre eigenständig entwickelt. Die Angaben über Sprecherzahlen variieren erheblich. Volkszählungen im Jahr 2001 ergaben, dass in Nepal knapp 130.000 Menschen und in Indien etwa 18.300 Sherpa als Muttersprache sprechen. Nach anderen Quellen beträgt die Gesamtzahl der Sprecher 86.200 weltweit (Stand: 1994/2000).
Sherpa ist eine schriftlose Sprache. Eine allgemein anerkannte Konvention zur Verschriftlichung existiert nicht. Daher besteht auch keine Möglichkeit zur Umschrift ins lateinische Alphabet. Die Schreibweise entsteht üblicherweise – so auch hier – durch Nachbildung der gesprochenen Laute und kann daher von anderen Schreibweisen abweichen.
Daneben sprechen viele Sherpas Nepali als Zweitsprache. In Nepal sind es etwa 84 % (Stand: 2001). Soweit sie in tibetischen Klöstern oder Schulen erzogen wurden, haben sie Tibetisch gelernt; unter den in Indien lebenden Sherpas sind außerdem Hindi und Englisch als Zweitsprachen verbreitet. Genaue Zahlen sind aus Sikkim bekannt, wo etwa 78 % der Sherpas zwei- oder mehrsprachig sind: Rund 62 % sprechen Nepali als Zweitsprache, 7 % Hindi und 6 % Englisch (Stand: 2001).

### Personennamen
Sherpa tragen traditionell einen oder mehrere Rufnamen. Bei Geburt werden sie häufig nach dem Wochentag benannt, an dem sie geboren wurden, auch religiöse Namen sind gebräuchlich. Außerdem können sie in einer spirituellen Zeremonie von einem Lama einen weiteren Namen erhalten, der den ersten ergänzt oder ersetzt. Dieser kann im Laufe eines Lebens mehrfach geändert werden. Die Zuordnung zu einer Gruppe durch einen Familien- oder Clannamen als Bestandteil des Personennamens ist nicht gebräuchlich, allerdings nutzen viele Sherpas die Bezeichnung „Sherpa“ wie einen Nachnamen.

### Religion
Von den knapp 155.000 Sherpas, die bei der Volkszählung von 2001 in Nepal erfasst wurden, zählten etwa 92,8 % zum Buddhismus, 6,2 % zum Hinduismus und 0,6 % zum Christentum.

## Rezeption der Sherpa
Seit britische Extremsportler, Entdecker und Abenteurer in der ersten Hälfte des 20. Jahrhunderts Männer aus dem Volk der Sherpa als Träger im Himalaya angeheuert haben, wird der Name Sherpa häufig synonym für Hochgebirgsträger gebraucht, teils ohne Kenntnis der ursprünglichen Bedeutung. Unterschieden werden von den Hochgebirgsträgern oder Sherpas die Porter, die Ausrüstung und Gepäck im Gebirge bis in die Basislager tragen. Der wohl bekannteste Sherpa ist Tenzing Norgay (1914–1986), dem als gleichberechtigtem Gefährten 1953 mit Sir Edmund Hillary die Erstbesteigung des Mount Everest gelang. Davon abgeleitet werden heute auch Chefunterhändler einer Regierung und gelegentlich Personen, die in Organisationen oder Projekten „tragende“ Führungsaufgaben übernehmen, als „Sherpa“ bezeichnet.
Nach Aussagen einiger Sherpas ist die inkorrekte Gleichsetzung von Sherpa mit Hochgebirgsträger eine unerwünschte Entwicklung, die das reiche kulturelle Erbe des Volkes ignoriert und Sherpa-Frauen und Kinder unsichtbar macht. Wissenschaftliche Arbeiten schreiben einen Teil der Gleichsetzung von Sherpa mit Hochgebirgsträger der Kommerzialisierung durch kulturelle Aneignung zu, die durch den Kolonialismus und westlichen Tourismus entstanden ist. In zeitgenössischen westlichen Medien werden Sherpa als loyal (zu Fremden), als furchtlos und als „naturgemäß“ für das Klettern von Bergen gemacht porträtiert. Außerdem werden sie aber auch als fügsame Untertanen dargestellt, oder als Menschen, die privilegierten Menschen helfen, ihre Ziele und Träume zu verwirklichen. In verschiedenen Industrien wird die Identität, Kultur und Geschichte der Sherpa genutzt, um Produkte zu vermarkten. So gibt es etwa nach Sherpa benannte warme Outdoor-Kleidung, Akkus oder Schneemobile, wodurch Sherpa auf positive Stereotype wie Verlässlichkeit, Stärke und (Wetter-)Beständigkeit reduziert und objektifiziert werden. Auch das Sherpa-als-Guide/Helfer-Stereotyp wird auf dem globalen Markt genutzt, z. B. bei nach Sherpa benannten Lieferdiensten, Anleitungen und Coupons. Unter anderem dadurch sind Sherpa in der westlichen Welt bekannt, andere ethnologische Minderheiten aber nicht, die auch Hochgebirgsträger sind, was zum Teil zur Gleichsetzung von Sherpa mit Hochgebirgsträger sowie zu einer ethnologischen Hierarchisierung geführt hat.

## Lebensumstände der Gebirgsträger
Innerhalb der armen Region gehören die Sherpas zu den am besten Verdienenden. Im Hinblick auf das Bergsteigen ist ihre Todesrate jedoch auch höher als unter den von ihnen Betreuten, u. a. da sie sich länger in Gefahrenzonen aufhalten und dadurch einem größeren Risiko ausgesetzt sind, von Lawinen erfasst zu werden. Laut einer Statistik war die Gefahr eines US-amerikanischen Soldaten, im Irakkrieg zu fallen, niedriger als die Quote tödlicher Arbeitsunfälle unter den Sherpas. Seit 1930 haben sie durch Gerichtsprozesse und Streiks mehrfach u. a. für bessere Bezahlung, Ausrüstung und Verpflegung gekämpft.

## Berühmte Sherpas
- Ang Rita Sherpa, 10 Besteigungen des Mount Everest ohne Sauerstoff[44]
- Ang Tshering Sherpa, Präsident der Nepal Mountaineering Association (2002–2011) und der Union Asian Alpine Associations (UAAA)
- Appa Sherpa (Lhakpa Tenzing Sherpa), zweitmeiste Besteigungen des Mount Everest (21 Mal, Stand 2011)
- Dachhiri Dawa Sherpa, nepalesischer Extremsportler, Olympiateilnehmer
- Kami Rita Sherpa, meiste Besteigungen des Mount Everest (31 Mal, Stand 2025)[45]
- Pemba Dorjee Sherpa, schnellste Everest-Besteigung
- Sardar Tenzing Norgay Sherpa, Erstbesteiger des Mount Everest
- Lhakpa Sherpa (* 1974), hat den Mount Everest 10 Mal bestiegen, öfter als jede andere Frau der Welt
- Pasang Lhamu Sherpa (1961–1993), stand 1993 als erste Sherpani und Nepalesin auf dem Mount Everest
- Sanu Sherpa (* 1975), erster Mensch, der alle 14 Achttausender zweimal bestieg
- Tenjen Lama (1987/1988–2023), Rekord als schnellster Mensch, der alle 14 Achttausender in 92 Tagen bestiegen hat
- Dawa Yangzum Sherpa (* 1990), erste Sherpani, die ein internationales Bergführerinnen Diplom erhalten hat, hat alle Achttausender bestiegen